# Selezione (algebra relazionale)
La selezione è uno degli operatori fondamentali dell’algebra relazionale, utilizzato per estrarre un sottoinsieme di tuple (righe) da una relazione, in base a una condizione booleana specificata. A differenza della proiezione, che lavora sulle colonne, la selezione opera sulle righe.

## Definizione formale
Dato uno schema relazionale R(A₁, A₂, ..., An) e una relazione r su di esso, la selezione σcondizione(r) restituisce l’insieme delle tuple di r che soddisfano la condizione specificata:
   σcondizione(r) = { t ∈ r | t soddisfa la condizione }
dove la condizione può essere un'espressione logica che coinvolge gli attributi della relazione.

## Esempi di condizioni
- Uguaglianza: Corso = "Fisica"
- Disuguaglianza: Età > 25
- Combinazioni: (Età > 25) ∧ (Corso = "Fisica")
- Negazioni: ¬(Corso = "Matematica")

## Proprietà
- Idempotenza: σcond(σcond(r)) = σcond(r)
- Commutatività: σcond₁(σcond₂(r)) = σcond₂(σcond₂(r))
- Distribuzione rispetto a congiunzione e disgiunzione:
  - σcond₁ ∧ cond₂(r) = σcond₁>(σcond₂>(r))
  - σcond₁ ∨ cond₂(r) ≠ σcond₁>(r) ∪ σcond₂>(r) (non sempre vale)

## Esempio
Data la relazione Studente:
| Matricola | Nome | Corso      |
| --------- | ---- | ---------- |
| 1001      | Anna | Matematica |
| 1002      | Luca | Fisica     |
| 1003      | Anna | Fisica     |

La selezione σCorso = "Fisica">(Studente) restituisce:
| Matricola | Nome | Corso  |
| --------- | ---- | ------ |
| 1002      | Luca | Fisica |
| 1003      | Anna | Fisica |

## Utilizzo
La selezione è fondamentale per:
- Filtrare righe che soddisfano determinati criteri.
- Pre-selezionare dati prima di operazioni più complesse (join, unione, ecc.).
- Simulare clausole WHERE nel linguaggio SQL.

## Notazione
In algebra relazionale, la selezione si indica con il simbolo σ (sigma) seguito in pedice da una condizione logica:
- σcondizione>(r)